# 조혜령 (뮤지컬 배우)
조혜령(1988년 ~)은 대한민국의 뮤지컬 배우다.

## 방송
- 내일은 미스트롯 2 (2020) - Top49(48위)

## 공연
- 아찔한 연애 (2015) - 나현실 역
- 파잔 (2016) - 세민 역
- 조각배 (2017) - 영미 역
- 베를린 장벽에 걸쳐있는 저 달은 왜 이리도 아름다울까 (2018) - 안무
- 대한의 이름으로 (2019) - 이혜련 역
- 앤 (2019, 2020) - 다이애나 역
- 우리 벗아 (2021) - 고씨 역